# Challenger di Roseto degli Abruzzi II 2022
Il Challenger di Roseto degli Abruzzi II 2022 è un torneo maschile di tennis professionistico. È stata la 2ª edizione del torneo, facente parte della categoria Challenger 80 nell'ambito dell'ATP Challenger Tour 2022. Si è svolta dal 14 al 20 marzo 2022 sui campi in terra rossa di Roseto degli Abruzzi, in Italia.

## Partecipanti

### Teste di serie
| Nazionalità   | Giocatore               | Ranking* | Testa di serie |
| ------------- | ----------------------- | -------- | -------------- |
| Rep. Ceca     | Jiří Veselý             | 74       | 1              |
| Italia        | Gianluca Mager          | 95       | 2              |
| Spagna        | Carlos Taberner         | 105      | 3              |
| Francia       | Corentin Moutet         | 108      | 4              |
| Spagna        | Bernabé Zapata Miralles | 118      | 5              |
| Serbia        | Nikola Milojević        | 126      | 6              |
| Slovacchia    | Andrej Martin           | 127      | 7              |
| Taipei cinese | Tseng Chun-hsin         | 159      | 8              |

* Ranking al 7 marzo 2022.

### Altri partecipanti
I seguenti giocatori hanno ricevuto una wild card per il tabellone principale:
- Flavio Cobolli
- Giulio Zeppieri
- Andrea Del Federico

I seguenti giocatori sono entrati in tabellone come alternate:
- Manuel Guinard
- Mathias Bourgue
- Brayden Schnur
- Nino Serdarušić

I seguenti giocatori sono passati dalle qualificazioni:
- Carlos Gimeno Valero
- Zsombor Piros
- Luciano Darderi
- Andrea Vavassori
- Louis Wessels
- Alexis Gautier

Il seguente giocatore è entrato in tabellone come lucky loser:
- Nicolás Álvarez Varona
- Robin Haase

## Campioni

### Singolare
Manuel Guinard ha sconfitto in finale  Tseng Chun-hsin con il punteggio di 6–1, 6–2.

### Doppio
Franco Agamenone /  Manuel Guinard hanno sconfitto in finale  Ivan Sabanov /  Matej Sabanov con il punteggio di 7–6(2), 7–6(3).